# BNO-10-12 – A bőr és bőralatti szövet betegségei
 A BNO-kódrendszer hivatalos nemzetközi forrása az Egészségügyi Világszervezet (WHO) honlapja; az ÁEEK által finanszírozott egészségügyi ellátások tekintetében az aeek.hu az irányadó!
Az alábbi hierarchia a nyomtatott magyar kiadásnak (BNO-10, 1995) felel meg.

## A bőr és bőr alatti szövet fertőzései (L00-L08)
- L00 Staphylococcusos dermolysis ("forrázott bőr") szindróma
- L01 Ótvar (impetigo)
  - L01.0 Ótvar [bármely kórokozótól][bárhol]
  - L01.1 Egyéb dermatosisok impetiginizációja
- L02 Bőrtályog, furunkulus, karbunkulus
  - L02.0 Arcbőr tályog, kelés, karbunkulus
  - L02.1 A nyak bőrtályogja, kelése, karbunkulusa
  - L02.2 A törzs bőrtályogja, kelése, karbunkulusa
  - L02.3 Tomportáji bőrtályog, kelés, karbunkulus
  - L02.4 Végtag bőrtályog, kelés, karbunkulus
  - L02.8 Egyéb elhelyezkedésû bőrtályog, kelés, karbunkulus
  - L02.9 Bőrtályog, kelés, karbunkulus k.m.n.
- L03 Cellulitis
  - L03.0 Az ujj, lábujj cellulitise
  - L03.1 A végtag egyéb részeinek cellulitise
  - L03.2 Az arc cellulitise
  - L03.3 A törzs cellulitise
  - L03.8 Egyéb lokalizációjú cellulitis
  - L03.9 Cellulitis k.m.n.
- L04 Akut nyirokcsomógyulladás
  - L04.0 Akut nyirokcsomógyulladás az arcon, fejen, nyakon
  - L04.1 Akut nyirokcsomógyulladás a törzsön
  - L04.2 Akut nyirokcsomógyulladás a felső végtagon
  - L04.3 Akut nyirokcsomógyulladás az alsó végtagon
  - L04.8 Akut nyirokcsomógyulladás egyéb helyeken
  - L04.9 Akut nyirokcsomógyulladás k.m.n.
- L05 Pilonidális cysta
  - L05.0 Pilonidális cysta tályoggal
  - L05.9 Pilonidális cysta tályog nélkül
- L08 A bőr és bőralatti szövetek egyéb helyi fertőzései
  - L08.0 Pyoderma
  - L08.1 Erythrasma
  - L08.8 A bőr és a bőr alatti szövetek egyéb, meghatározott helyi fertőzései
  - L08.9 A bőr és a bőr alatti szövetek helyi fertőzései k.m.n.

## Bullózus bőrbetegségek (L10-L14)
- L10 Pemphigus
  - L10.0 Pemphigus vulgaris
  - L10.1 Pemphigus vegetans
  - L10.2 Pemphigus foliaceus
  - L10.3 Braziliai pemphigus [fogo selvagem]
  - L10.4 Pemphigus erythematosus
  - L10.5 Gyógyszer okozta pemphigus
  - L10.8 Egyéb pemphigus
  - L10.9 Pemphigus k.m.n.
- L11 Egyéb acantholyticus rendellenességek
  - L11.0 Szerzett keratosis follicularis
  - L11.1 Múlékony acantholyticus dermatosis [Grover]
  - L11.8 Egyéb megjelölt acantholyticus rendellenességek
  - L11.9 Acantholyticus rendellenesség, k.m.n.
- L12 Pemphigoid
  - L12.0 Bullózus pemphigoid
  - L12.1 Hegesedő pemphigoid
  - L12.2 Gyermekkori idült bullózus betegség
  - L12.3 Szerzett epidermolysis bullosa
  - L12.8 Egyéb pemphigoid
  - L12.9 Pemphigoid, k.m.n.
- L13 Egyéb bullózus rendellenességek
  - L13.0 Dermatitis herpetiformis
  - L13.1 Subcorneális pustulosus dermatitis
  - L13.8 Egyéb megnevezett bullózus rendellenességek
  - L13.9 Bullózus rendellenesség, k.m.n.
- L14 Bullózus rendellenességek máshová osztályozott betegségekben

## Bőrgyulladás és ekzema (L20-L30)
- L20 Atopiás dermatitis
  - L20.0 Besnier-féle prurigo
  - L20.8 Egyéb atopiás dermatitis
  - L20.9 Atopiás dermatitis, k.m.n.
- L21 Seborrhoeás dermatitis
  - L21.0 Seborrhoea capitis
  - L21.1 Gyermekkori seborrhoeás dermatitis
  - L21.8 Egyéb seborrhoeás dermatitisek
  - L21.9 Seborrhoeás dermatitis, k.m.n.
- L22 Pelenka dermatitis
- L23 Allergiás kontakt dermatitis
  - L23.0 Fémek okozta allergiás kontakt dermatitis
  - L23.1 Ragasztószerek okozta allergiás kontakt dermatitis
  - L23.2 Kozmetikumok okozta allergiás kontakt dermatitis
  - L23.3 Allergiás kontakt dermatitis bőrrel érintkező gyógyszerektől
  - L23.4 Allergiás kontakt dermatitis festékektől
  - L23.5 Egyéb vegyi anyagok okozta allergiás kontakt dermatitis
  - L23.6 Allergiás kontakt dermatitis bőrrel érintkező élelmiszerektől
  - L23.7 Allergiás kontakt dermatitis nem élelmiszer növényektől
  - L23.8 Egyéb ágens okozta allergiás kontakt dermatitisek
  - L23.9 Nem meghatározott okú allergiás kontakt dermatitis
- L24 Irritatív kontakt dermatitis
  - L24.0 Detergensek okozta irritatív kontakt dermatitis
  - L24.1 Olajok, zsírok okozta irritatív kontakt dermatitis
  - L24.2 Oldószerek okozta irritatív kontakt dermatitis
  - L24.3 Kozmetikumok okozta irritatív kontakt dermatitis
  - L24.4 Bőrrel érintkező gyógyszerek okozta irritatív kontakt dermatitis
  - L24.5 Egyéb vegyszerek okozta irritatív kontakt dermatitis
  - L24.6 Bőrrel érintkező élelmiszer okozta irritatív kontakt dermatitis
  - L24.7 Irritatív kontakt dermatitis nem élelmiszer növényektől
  - L24.8 Egyéb ágens okozta irritatív kontakt dermatitis
  - L24.9 Nem megnevezett okú irritatív kontakt dermatitis
- L25 Nem specifikus kontakt dermatitis
  - L25.0 Kozmetikumok okozta nem specifikus kontakt dermatitis
  - L25.1 Nem specifikus kontakt dermatitis bőrrel érintkező gyógyszerektől
  - L25.2 Festékek okozta nem specifikus kontakt dermatitis
  - L25.3 Egyéb vegyszerek okozta nem specifikus kontakt dermatitis
  - L25.4 Bőrrel érintkező élelmiszer okozta nem specifikus kontakt dermatitis
  - L25.5 Nem élelmiszer növények által okozott nem specifikus kontakt dermatitis
  - L25.8 Egyéb ágensek okozta nem specifikus kontakt dermatitis
  - L25.9 Ismeretlen okú nem specifikus kontakt dermatitis
- L26 Exfoliatív dermatitis (erythroderma)
- L27 Belsőleg bevett anyagok okozta dermatitis
  - L27.0 Gyógyszer okozta generalizált bőrkiütések
  - L27.1 Gyógyszer okozta körülírt bőrkiütések
  - L27.2 Elfogyasztott élelmiszer okozta dermatitis
  - L27.8 Egyéb belsőleg bevett anyag okozta dermatitis
  - L27.9 Nem megnevezett, belsőleg bevett anyag okozta dermatitis
- L28 Lichen simplex chronicus és prurigo
  - L28.0 Lichen simplex chronicus
  - L28.1 Prurigo nodularis
  - L28.2 Egyéb prurigo
- L29 Pruritus
  - L29.0 Pruritus ani
  - L29.1 Pruritus scroti
  - L29.2 Pruritus vulvae
  - L29.3 Anogenitális pruritus, k.m.n.
  - L29.8 Egyéb pruritus
  - L29.9 Pruritus k.m.n.
- L30 Egyéb dermatitisek
  - L30.0 Nummuláris dermatitis
  - L30.1 Dyshidrosis [pompholyx]
  - L30.2 Bőr autosensitisatio
  - L30.3 Fertőzéses dermatitis
  - L30.4 Erythema intertrigo
  - L30.5 Pityriasis alba
  - L30.8 Egyéb megnevezett dermatitisek
  - L30.9 Dermatitis k.m.n.

## Papulosquamosus rendellenességek (L40-L45)
- L40 Psoriasis
  - L40.0 Psoriasis vulgaris
  - L40.1 Generalizált pustulosus psoriasis
  - L40.2 Acrodermatitis continua
  - L40.3 Tenyéri és talpi pustulosis
  - L40.4 Psoriasis guttata
  - L40.5 Arthropathiás psoriasis
  - L40.8 Egyéb psoriasisok
  - L40.9 Psoriasis k.m.n.
- L41 Parapsoriasis
  - L41.0 Pityriasis lichenoides et varioliformis acuta
  - L41.1 Pityriasis lichenoides chronica
  - L41.2 Lymphomatoid papulosis
  - L41.3 Kisplakkos parapsoriasis
  - L41.4 Nagyplakkos parapsoriasis
  - L41.5 Poikiloderma reticulare
  - L41.8 Egyéb parapsoriasisok
  - L41.9 Parapsoriasis, k.m.n.
- L42 Pityriasis rosea
- L43 Lichen ruber planus
  - L43.0 Hypertrophiás lichen ruber planus
  - L43.1 Bullózus lichen ruber planus
  - L43.2 Lichenoid gyógyszerreakció
  - L43.3 Szubakut, aktív lichen ruber planus
  - L43.8 Egyéb lichen ruber planus
  - L43.9 Lichen ruben planus, k.m.n.
- L44 Egyéb papulosquamosus rendellenességek
  - L44.0 Pityriasis rubra pilaris
  - L44.1 Lichen nitidus
  - L44.2 Lichen striatus
  - L44.3 Lichen ruber moniliformis
  - L44.4 Gyermekkori papuláris acrodermatitis [Giannotti-Crosti]
  - L44.8 Egyéb, megnevezett papulosquamosus rendellenességek
  - L44.9 Papulosquamosus rendellenesség, k.m.n.
- L45 Papulosquamosus rendellenességek máshová osztályozott betegségekben

## Urticaria és erythema (L50-L54)
- L50 Urticaria
  - L50.0 Allergiás urticaria
  - L50.1 Urticaria idiopathica
  - L50.2 Hideg-meleg urticaria
  - L50.3 Dermatográfiás urticaria
  - L50.4 Vibrációs urticaria
  - L50.5 Kolinergiás urticaria
  - L50.6 Kontakt urticaria
  - L50.8 Egyéb urticaria
  - L50.9 Urticaria, k.m.n.
- L51 Erythema multiforme
  - L51.0 Nem bullózus erythema multiforme
  - L51.1 Bullózus erythema multiforme
  - L51.2 Toxikus epidermális necrolysis [Lyell]
  - L51.8 Egyéb erythema multiforme
  - L51.9 Erythema multiforme, k.m.n.
- L52 Erythema nodosum
- L53 Egyéb erythematosus állapotok
  - L53.0 Toxikus erythema
  - L53.1 Erythema annulare centrifugum
  - L53.2 Erythema marginatum
  - L53.3 Egyéb idült konfigurált erythema
  - L53.8 Egyéb, megjelölt erythemás állapotok
  - L53.9 Erythemás állapot, k.m.n.
- L54 Erythema máshová osztályozott betegségekben
  - L54.0 Erythema marginatum akut rheumás lázban
  - L54.8 Erythema egyéb máshova osztályozott betegségekben

## A bőr és bőralatti szövet sugárkárosodása (L55-L59)
- L55 Napozás okozta dermatitis
  - L55.0 I. fokú napfényártalom
  - L55.1 II. fokú napfényártalom
  - L55.2 III. fokú napfényártalom
  - L55.8 Egyéb napsugár okozta dermatitis
  - L55.9 Napsugár okozta dermatitis k.m.n.
- L56 Ultraibolya sugárzás okozta egyéb akut bőrelváltozások
  - L56.0 Fototoxikus reakció gyógyszertől
  - L56.1 Fotoallergiás reakció gyógyszertől
  - L56.2 Fotokontakt dermatitis [berloque dermatitis]
  - L56.3 Szoláris urticaria
  - L56.4 Polimorf fény-exanthema
  - L56.8 Ultraibolya sugárzás okozta egyéb akut bőrelváltozások
  - L56.9 Ultraibolya sugárzás okozta akut bőrelváltozás, k.m.n.
- L57 Tartós, nem ionizáló sugárzás okozta bőrelváltozások
  - L57.0 Sugárzás okozta keratosis
  - L57.1 Aktinikus reticuloid
  - L57.2 Cutis rhomboidalis nuchae
  - L57.3 Civatte-féle poikiloderma
  - L57.4 Cutis laxa senilis
  - L57.5 Aktinikus granuloma
  - L57.8 Egyéb bőrelváltozások tartós, nem ionizáló sugárzástól
  - L57.9 Egyéb bőrelváltozások tartós, nem ionizáló sugárzástól, k.m.n.
- L58 Radiodermatitis
  - L58.0 Akut radiodermatitis
  - L58.1 Idült radiodermatitis
  - L58.9 Radiodermatitis, k.m.n.
- L59 Sugárzással kapcsolatos egyéb bőr és subcutan rendellenességek
  - L59.0 Erythema ab igne [dermatitis ab igne]
  - L59.8 A bőr és bőralatti szövet sugárzással kapcsolatos egyéb, megjelölt károsodásai
  - L59.9 A bőr és bőralatti szövet sugárzással kapcsolatos elváltozása, k.m.n.

## A bőr függelékeinek rendellenességei (L60-L75)
- L60 Köröm rendellenességek
  - L60.0 Benőtt köröm
  - L60.1 Onycholysis
  - L60.2 Onychogryposis
  - L60.3 Köröm dystrophia
  - L60.4 Beau-f. vonalak
  - L60.5 Sárga köröm szindróma
  - L60.8 Egyéb köröm-rendellenességek
  - L60.9 Köröm-rendellenesség, k.m.n.
- L62 Köröm-rendellenességek máshova osztályozott betegségekben
  - L62.0 Pachydermoperiostosisos bütykös köröm
  - L62.8 Köröm-rendellenességek máshova osztályozott betegségekben
- L63 Alopecia areata
  - L63.0 Alopecia (capitis) totalis
  - L63.1 Alopecia universalis
  - L63.2 Csíkos kopaszság (ophiasis)
  - L63.8 Alopecia areata, egyéb
  - L63.9 Alopecia areata, k.m.n.
- L64 Androgén alopecia
  - L64.0 Gyógyszer okozta androgén alopecia
  - L64.8 Egyéb androgén alopecia
  - L64.9 Androgén alopecia, k.m.n.
- L65 Egyéb, hegesedéssel nem járó szőrzetvesztés
  - L65.0 Telogén effluvium
  - L65.1 Anagén effluvium
  - L65.2 Alopecia mucinosa
  - L65.8 Egyéb megnevezett, nem hegesedő szőrzetvesztés
  - L65.9 Hegesedéssel nem járó szőrzetvesztés, k.m.n.
- L66 Heges alopecia [hegesedéssel járó szövetvesztés]
  - L66.0 Pseudopelade
  - L66.1 Lichen planopilaris
  - L66.2 Folliculitis decalvans
  - L66.3 Perifolliculitis capitis abscedens
  - L66.4 Folliculitis ulerythematosa reticulata
  - L66.8 Egyéb heges alopecia
  - L66.9 Heges alopecia, k.m.n.
- L67 Hajszín és hajszál anomáliák
  - L67.0 Trichorrhexis nodosa
  - L67.1 Hajszín eltérések
  - L67.8 Egyéb hajszín- és hajszáleltérések
  - L67.9 Hajszín- és hajszáleltérések, k.m.n.
- L68 Hypertrichosis
  - L68.0 Hirsutismus
  - L68.1 Szerzett hypertrichosis lanuginosa
  - L68.2 Körülírt hypertrichosis
  - L68.3 Polytrichia
  - L68.8 Egyéb hypertrichosis
  - L68.9 Hypertrichosis, k.m.n.
- L70 Acne
  - L70.0 Acne vulgaris
  - L70.1 Acne conglobata
  - L70.2 Acne varioliformis
  - L70.3 Acne tropica
  - L70.4 Gyermekkori acne
  - L70.5 Acne excoriée fiatal lányokon
  - L70.8 Egyéb acne
  - L70.9 Acne, k.m.n.
- L71 Rosacea
  - L71.0 Periorális dermatitis
  - L71.1 Rhinophyma
  - L71.8 Egyéb rosacea
  - L71.9 Rosacea, k.m.n.
- L72 A bőr és bőralatti szövet folliculáris cystái
  - L72.0 Epidermális cysta
  - L72.1 Trichilemmális cysta
  - L72.2 Steatocystoma multiplex
  - L72.8 Egyéb folliculáris bőr- és bőralatti cysták
  - L72.9 Folliculáris bőr- és bőralatti cysta, k.m.n.
- L73 Egyéb folliculáris rendellenességek
  - L73.0 Acne keloid
  - L73.1 Pseudofolliculitis barbae
  - L73.2 Hidradenitis suppurativa
  - L73.8 Egyéb, megjelölt folliculáris rendellenességek
  - L73.9 Folliculáris rendellenesség, k.m.n.
- L74 Eccrin verejtékezési rendellenességek
  - L74.0 Miliaria rubra
  - L74.1 Miliaria crystallina
  - L74.2 Miliaria profunda
  - L74.3 Miliaria, k.m.n.
  - L74.4 Anhidrosis
  - L74.8 Egyéb eccrin verejték rendellenességek
  - L74.9 Eccrin verejték rendellenesség, k.m.n.
- L75 Apokrin verejték rendellenességek
  - L75.0 Bromhidrosis
  - L75.1 Chromhidrosis
  - L75.2 Apokrin miliaria
  - L75.8 Egyéb apokrin verejték rendellenességek
  - L75.9 Apokrin verejték rendellenesség, k.m.n.

## A bőr és bőralatti szövet egyéb rendellenességei (L80-L99)
- L80 Vitiligo
- L81 A bőrfestenyezettség egyéb rendellenességei
  - L81.0 Gyulladást követő hyperpigmentáció
  - L81.1 Chloasma
  - L81.2 Szeplő
  - L81.3 "Café au lait" foltok
  - L81.4 Egyéb melanin hyperpigmentáció
  - L81.5 Leukoderma, m.n.o.
  - L81.6 A csökkent melaninképződéssel kapcsolatos egyéb rendellenességek
  - L81.7 Pigmentált purpurás dermatosis
  - L81.8 A pigmentáció egyéb, megnevezett rendellenességei
  - L81.9 Pigmentációs rendellenesség, k.m.n.
- L82 Seborrhoeás keratosis
- L83 Acanthosis nigricans
- L84 Bőrkeményedések és kérgesedések
- L85 Egyéb epidermális megvastagodások
  - L85.0 Szerzett ichthyosis
  - L85.1 Szerzett keratosis [keratoderma] tenyéren, talpon
  - L85.2 Keratosis punctata (palmaris et plantaris)
  - L85.3 Bőrszárazság
  - L85.8 Egyéb megnevezett epidermális megvastagodás
  - L85.9 Epidermális megvastagodás, k.m.n.
- L86 Keratoderma máshova osztályozott betegségekben
- L87 Transepidermális eliminációs rendellenességek
  - L87.0 Keratosis follicularis et parafollicularis in cutem penetrans [Kyrle]
  - L87.1 Reaktív perforáló collagenosis
  - L87.2 Elastosis perforans serpiginosa
  - L87.8 Egyéb transepidermális eliminációs rendellenességek
  - L87.9 Transepidermális eliminációs rendellenesség, k.m.n.
- L88 Pyoderma gangraenosum
- L89 Decubitus-fekély
- L90 A bőr sorvadásos rendellenességei
  - L90.0 Lichen sclerosus et atrophicus
  - L90.1 Schweninger-Buzzi féle anetoderma
  - L90.2 Jadassohn-Pellizzari féle anetoderma
  - L90.3 Pasini-Pierini féle atrophoderma
  - L90.4 Acrodermatitis chronica atrophicans
  - L90.5 A bőr heges állapotai és fibrosisa
  - L90.6 Sorvadásos striák
  - L90.8 A bőr egyéb sorvadásos rendellenességei
  - L90.9 Sorvadásos bőrrendellenesség, k.m.n.
- L91 Túltengéses bőrrendellenességek
  - L91.0 Heg-keloid
  - L91.8 Egyéb túltengéses bőrrendellenességek
  - L91.9 Túltengéses bőrrendellenesség, k.m.n.
- L92 A bőr és bőralatti szövet granulomatosus rendellenességei
  - L92.0 Granuloma annulare
  - L92.1 Necrobiosis lipoidica m.n.o.
  - L92.2 Granuloma faciale [a bőr eosinophil granulomája]
  - L92.3 Idegentest granuloma a bőrben és bőralatti szövetben
  - L92.8 A bőr és bőralatti szövet egyéb granulomatosus rendellenességei
  - L92.9 A bőr és bőralatti szövet granulomatosus rendellenessége, k.m.n.
- L93 Lupus erythematosus
  - L93.0 Discoid lupus erythematosus
  - L93.1 A bőr szubakut lupus erythematosusa
  - L93.2 Egyéb, körülírt lupus erythematosus
- L94 Egyéb lokalizált kötőszöveti rendellenességek
  - L94.0 Lokalizált scleroderma [morphea]
  - L94.1 Lineáris scleroderma
  - L94.2 Calcinosis cutis
  - L94.3 Sclerodactylia
  - L94.4 Gottron-féle papulák
  - L94.5 Poikiloderma vasculare atrophicans
  - L94.6 Spontán dactylolysis (ainhum)
  - L94.8 Egyéb megnevezett, lokalizált kötőszöveti rendellenességek
  - L94.9 Lokalizált kötőszöveti rendellenesség, k.m.n.
- L95 Bőrre lokalizált vasculitis, m.n.o.
  - L95.0 Livedo vasculitis
  - L95.1 Erythema elevatum diutinum
  - L95.8 Egyéb bőrre lokalizált vasculitisek
  - L95.9 Bőrre lokalizált vasculitis, k.m.n.
- L97 Az alsó végtag fekélye, m.n.o.
- L98 A bőr és bőralatti szövet egyéb, m.n.o. rendellenességei
  - L98.0 Pyogen granuloma
  - L98.1 Arteficiális dermatitis
  - L98.2 Lázas neutrophiliás dermatosis [Sweet]
  - L98.3 Eosinophiliás cellulitis [Wells]
  - L98.4 A bőr idült fekélye, m.n.o.
  - L98.5 Bőrmucinosis
  - L98.6 A bőr és bőralatti szövet egyéb infiltratív elváltozásai
  - L98.8 A bőr és bőralatti szövet egyéb megnevezett rendellenességei
  - L98.9 A bőr és bőralatti szövet rendellenessége, k.m.n.
- L99 A bőr és bőralatti szövet egyéb rendellenességei máshova osztályozott betegségekben
  - L99.0 Bőr amyloidosis
  - L99.8 A bőr és bőr alatti szövet egyéb megnevezett rendellenességei máshova osztályozott betegségekben

| Sorszám | Főcsoport                                                                                                | BNO kódok |
| ------- | --- | --------- |
| 01      | BNO-10-01 – Fertőző és parazitás betegségek                                                              | A00–B99   |
| 02      | BNO-10-02 – Daganatok                                                                                    | C00–D48   |
| 03      | BNO-10-03 – A vér és a vérképző szervek betegségei és az immunrendszert érintő bizonyos rendellenességek | D50–D89   |
| 04      | BNO-10-04 – Endokrin, táplálkozási és anyagcsere betegségek                                              | E00–E90   |
| 05      | BNO-10-05 – Mentális és viselkedészavarok                                                                | F00–F99   |
| 06      | BNO-10-06 – Az idegrendszer betegségei                                                                   | G00–G99   |
| 07      | BNO-10-07 – A szem és függelékeinek betegségei                                                           | H00–H59   |
| 08      | BNO-10-08 – A fül és a csecsnyúlvány megbetegedései                                                      | H60–H95   |
| 09      | BNO-10-09 – A keringési rendszer betegségei                                                              | I00–I99   |
| 10      | BNO-10-10 – A légzőrendszer betegségei                                                                   | J00–J99   |
| 11      | BNO-10-11 – Az emésztőrendszer betegségei                                                                | K00–K93   |
| 12      | BNO-10-12 – A bőr és bőralatti szövet betegségei                                                         | L00–L99   |
| 13      | BNO-10-13 – A csont-izomrendszer és kötőszövet betegségei                                                | M00–M99   |
| 14      | BNO-10-14 – Az urogenitális rendszer megbetegedései                                                      | N00–N99   |
| 15      | BNO-10-15 – Terhesség, szülés és a gyermekágy                                                            | O00–O99   |
| 16      | BNO-10-16 – A perinatális szakban keletkező bizonyos állapotok                                           | P00–P96   |
| 17      | BNO-10-17 – Veleszületett rendellenességek, deformitások és kromoszómaabnormitások                       | Q00–Q99   |
| 18      | BNO-10-18 – Máshova nem osztályozott panaszok, tünetek és kóros klinikai és laboratóriumi leletek        | R00–R99   |
| 19      | BNO-10-19 – Sérülés, mérgezés és külső okok bizonyos egyéb következményei                                | S00–T98   |
| 20      | BNO-10-20 – A morbiditás és mortalitás külső okai                                                        | V01–Y98   |
| 21      | BNO-10-21 – Az egészségi állapotot és egészségügyi szolgálatokkal való kapcsolatot befolyásoló tényezők  | Z00–Z99   |
| (22)    | BNO-10-22 – Speciális kódok                                                                              | U00–U99   |